# Aeroportul Winter Haven's Gilbert
Aeroportul Winter Haven's Gilbert (IATA: GIF, ICAO: KGIF, FAA LID: GIF) este un aeroport din Florida, Statele Unite ale Americii ce deservește zona Winter Haven⁠(d). Aeroportul a fost tranzitat în 2017 de 10 pasageri. A fost numit după zona deservită.
Situat la o altitudine de 44 m, aeroportul dispune de 2 piste.

## Infrastructură

### Piste
Aeroportul dispune de 2 piste. Pista 05/23 are suprafața de asfalt și dimensiunile 5.006 picioare × 100 picioare. Pista 11/29 are suprafața de asfalt și dimensiunile 4.001 picioare × 100 picioare. 